# المنصورية (جازان)
المنصورية قرية تقع شمال وادي خلب غرب محافظة أحد المسارحة في منطقة جازان جنوب غرب السعودية، وتبعد أربعة كيلو مترات عن ساحل البحر الأحمر. تبعد 25 كم غرب مدينة أحد المسارحة.

## انظر ايضاً
- أحد المسارحة
- أبو عريش

## وصلات خارجية
- بلدية محافظة أبو عريش
- حصر الخدمات بالمدن والقرى بمنطقة جازان
- فرص الإستثمار السياحي بمنطقة جازان
- دليل الخدمات بمنطقة جازان